# Comuna francesa

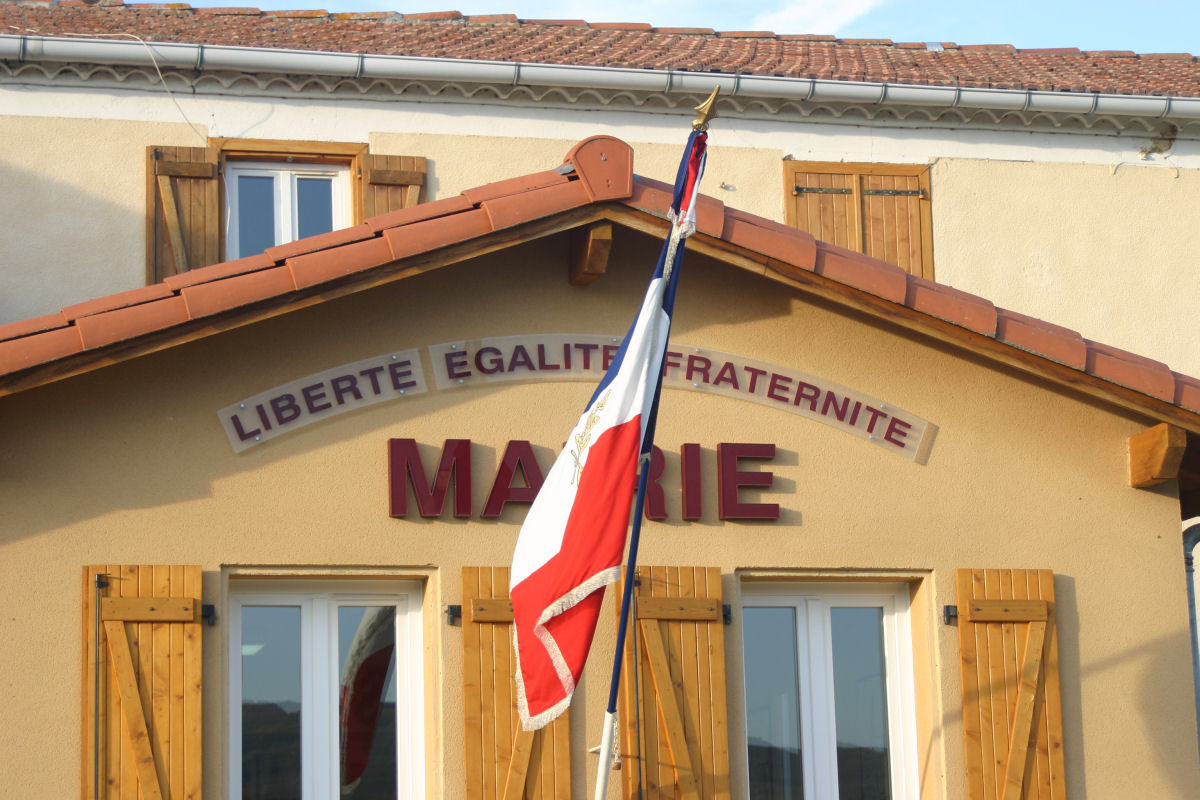
Os edifícios sede das comunas ostentam em geral a divisa de França.

A Comuna, de acordo com a lei francesa, é a menor e mais antiga subdivisão administrativa da França, tendo sua origem nos antigos povoados e vilas da Idade Média. Foi oficialmente instituída como unidade administrativa em 1789, mas, só adquiriu autonomia com a edição da Carta Comunal de 5 de abril de 1884. Corresponde a uma ou mais áreas territoriais e seus órgãos são o conselho municipal, o prefeito e, quando apropriado, um ou mais adjuntos, mas não constitui uma divisão territorial descentralizada de  prestação de serviços civis do Estado.
Em comparação com outros países europeus, as Comunas francesas perfazem um número considerável de unidades: 36 681 (em 2013), contra aproximadamente 13 000 na Alemanha,  8 000 na Espanha e na Itália e 4 500 em Portugal.
As outras subdivisões territoriais são: o cantão, o arrondissement, o departamento e a região.